# لایمستون (فلوریدا)
لایمستون (به انگلیسی: Limestone) یک منطقهٔ مسکونی در ایالات متحده آمریکا است که در فلوریدا واقع شده‌است. لایمستون ۱۳۲ نفر جمعیت دارد و ۱۷٫۹۸ متر بالاتر از سطح دریا واقع شده‌است.